# Prêmio Emmy Kids de Pré-Escola
O Prêmio Emmy Kids de Pré-Escola é uma das categorias do Prêmio Emmy Kids Internacional entregue desde 2013 pela Academia Internacional das Artes & Ciências Televisivas a programas infantojuvenis, que tenham sido produzidos e transmitidos fora dos Estados Unidos. O anúncio da premiação é realizado em Nova York.

## Vencedores
| Ano  | Vencedor                       | País        | Emissora                                  |
| ---- | ------------------------------ | ----------- | ----------------------------------------- |
| 2012 | El jardín de Clarilú           | Argentina   | Disney Junior                             |
| 2013 | O Pequeno Reino de Ben e Holly | Reino Unido | Astley Baker Davies Ltd.                  |
| 2014 | Mike, o Cavaleiro              | Reino Unido | HIT Entertainment / Nelvana Limited       |
| 2015 | Bing                           | Reino Unido | Acamar Films Production / Brown Bag Films |
| 2016 | Hey Duggee                     | Reino Unido | Studio AKA / CBeebies                     |
| 2017 | La cabane à histoires          | França      | Dandelooo / Caribara Production           |